# Дуэ-Сюд-Уэст

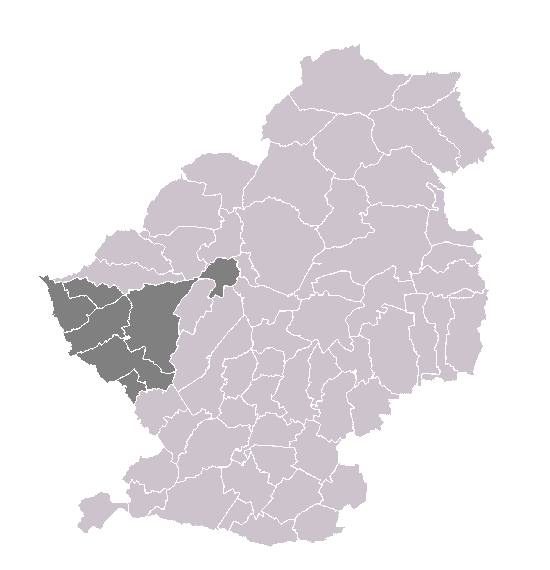
Кантон Дуэ-Сюд-Вест в составе округа

Дуэ-Сюд-Уэст (фр. Douai-Sud-Ouest) — упразднённый кантон во Франции, находился в регионе Нор — Па-де-Кале, департамент Нор. Входил в состав округа Дуэ.
В состав кантона входили коммуны (население по данным Национального института статистики за 2011 г.):
- Дуэ (16 026 чел.) (частично)
- Куршелетт (2 711 чел.)
- Кюэнси (6 602 чел.)
- Ламбр-ле-Дуэ (5 065 чел.)
- Ловен-Планк (1 796 чел.)
- Эскершен (891 чел.)

## Экономика
Структура занятости населения (без учета города Дуэ):
- сельское хозяйство — 0,6 %
- промышленность — 42,5 %
- строительство — 5,6 %
- торговля, транспорт и сфера услуг — 27,0 %
- государственные и муниципальные службы — 24,4 %

Уровень безработицы (2010) - 12,1 % (Франция в целом - 12,1 %, департамент Нор - 15,5 %). 

Среднегодовой доход на 1 человека, евро (2010) - 24 331 (Франция в целом - 23 780, департамент Нор - 21 164).

## Политика
Жители кантона симпатизируют «левым». На президентских выборах 2012 г. они отдали в 1-м туре Франсуа Олланду 29,6 % голосов против 22,9 % у Николя Саркози и 21,9 % у Марин Ле Пен, во 2-м туре в кантоне победил Олланд, получивший 55,9 % голосов (2007 г. 1 тур: Саркози - 27,7 %, Сеголен Руаяль - 26,0 %; 2 тур: Руаяль - 50,4 %). На выборах в Национальное собрание в 2012 г. по 17-му избирательному округу жители кантона поддержали действующего депутата, кандидата Левого фронта Марка Доле, набравшего 29,3 % голсоов в 1-м туре и победившего без борьбы во 2-м туре. (2007 г. Марк Доле (Левая партия): 1 тур - 41,9 %, 2-й тур - 60,4 %). На региональных выборах 2010 года больше всего голосов — 27,1 % — в 1-м туре собрал список социалистов, «правые» заняли второе место с 19,4 %, Национальный фронт — третье с 18,3 %, а коммунисты — только четвёртое (13,3 %); во 2-м туре единый «левый список» с участием социалистов, коммунистов и «зелёных» во главе с Президентом регионального совета Нор-Па-де-Кале Даниэлем Першероном получил 53,1 % голосов, «правый» список во главе с сенатором Валери Летар занял второе место с 25,0 %, а Национальный фронт Марин Ле Пен с 21,9 % финишировал третьим.
|  | Кандидат       | Партия                  | % голосов |
|  | -------------- | ----------------------- | --------- |
|  | Кристиан Пуаре | Правые партии           | 55,24     |
|  | Лейла Буджбийя | Социалистическая партия | 19,73     |
|  | Жак Леклерк    | Коммунистическая партия | 13,04     |
|  | Жак Авенель    | Зеленые                 | 12,00     |